# Challenger de Buenos Aires 2022 - Doppio
Luciano Darderi e Juan Bautista Torres erano i detentori del titolo ma solo Torres ha scelto di partecipare in coppia con Thiago Agustín Tirante.
In finale Guido Andreozzi e Guillermo Durán hanno sconfitto Román Andrés Burruchaga e Facundo Díaz Acosta con il punteggio di 6-0, 7-5.

## Teste di serie
1. Boris Arias /  Federico Zeballos (primo turno)
2. Guido Andreozzi /  Guillermo Durán (campioni)

1. Hernán Casanova /  Santiago Fa Rodríguez Taverna (primo turno)
2. Román Andrés Burruchaga /  Facundo Díaz Acosta (finale)

## Wildcard
1. Leonardo Aboian /  Santiago de la Fuente (quarti di finale)

1. Juan Ignacio Galarza /  Tomás Lipovšek Puches (primo turno)

## Tabellone

### Legenda
| - Q = Qualificato - WC = Wild card - LL = Lucky loser | - ALT = Alternate - SE = Special Exempt - PR = Protected Ranking | - w/o = Walkover - r = Ritirato - d = Squalificato |

|  | Primo turno | Primo turno                    | Primo turno                  | Primo turno | Primo turno |  |  | Quarti di finale | Quarti di finale            | Quarti di finale            | Quarti di finale            | Quarti di finale    |   |      | Semifinali | Semifinali                                  | Semifinali                                  | Semifinali                      | Semifinali                      |   |   | Finale | Finale | Finale | Finale | Finale |  |
|  |             |                                |                              |             |             |  |  |                  |                             |                             |                             |                     |   |      |            |                                             |                                             |                                 |                                 |   |   |        |        |        |        |        |  |
|  | 1           | B Arias F Zeballos             | B Arias F Zeballos           | 6(5)        | 1           |  |  |                  |                             |                             |                             |                     |   |      |            |                                             |                                             |                                 |                                 |   |   |        |        |        |        |        |  |
|  | WC          | L Aboian S de la Fuente        | L Aboian S de la Fuente      | 7           | 6           |  |  | WC               | L Aboian S de la Fuente     | L Aboian S de la Fuente     | 6(2)                        | 6(4)                |   |      |            |                                             |                                             |                                 |                                 |   |   |        |        |        |        |        |  |
|  |             | TA Tirante JB Torres           | 4                            | 6           | [10]        |  |  |                  | TA Tirante JB Torres        | TA Tirante JB Torres        | 7                           | 7                   |   |      |            |                                             |                                             |                                 |                                 |   |   |        |        |        |        |        |  |
|  |             | D Popko T Seyboth Wild         | 6                            | 0           | [3]         |  |  |                  |                             |                             |                             |                     |   |      |            | TA Tirante JB Torres                        | 6(4)                                        | 6                               | [5]                             |   |   |        |        |        |        |        |  |
|  | 4           | RA Burruchaga F Díaz Acosta    | RA Burruchaga F Díaz Acosta  | 6           | 6           |  |  |                  |                             | 4                           | RA Burruchaga F Díaz Acosta | 7                   | 2 | [10] |            |                                             |                                             |                                 |                                 |   |   |        |        |        |        |        |  |
|  | WC          | JI Galarza T Lipovšek Puches   | JI Galarza T Lipovšek Puches | 3           | 1           |  |  | 4                | RA Burruchaga F Díaz Acosta | RA Burruchaga F Díaz Acosta | 7                           | 7                   |   |      |            |                                             |                                             |                                 |                                 |   |   |        |        |        |        |        |  |
|  | Alt         | JB Otegui G Villanueva         | JB Otegui G Villanueva       | 1           | 1           |  |  |                  | I Carou C Ugo Carabelli     | I Carou C Ugo Carabelli     | 6(1)                        | 6(5)                |   |      |            |                                             |                                             |                                 |                                 |   |   |        |        |        |        |        |  |
|  |             | I Carou C Ugo Carabelli        | I Carou C Ugo Carabelli      | 6           | 6           |  |  |                  |                             |                             |                             |                     |   |      | 4          | Román Andrés Burruchaga Facundo Díaz Acosta | Román Andrés Burruchaga Facundo Díaz Acosta | 0                               | 5                               |   |   |        |        |        |        |        |  |
|  |             | F Juárez P Martín Tiffon       | F Juárez P Martín Tiffon     | 6(5)        | 3           |  |  |                  |                             |                             |                             |                     |   |      |            |                                             | 2                                           | Guido Andreozzi Guillermo Durán | Guido Andreozzi Guillermo Durán | 6 | 7 |        |        |        |        |        |  |
|  |             | A Merino J Paul                | A Merino J Paul              | 7           | 6           |  |  |                  | A Merino J Paul             | A Merino J Paul             | 6                           | 6                   |   |      |            |                                             |                                             |                                 |                                 |   |   |        |        |        |        |        |  |
|  |             | D Dutra da Silva P Sakamoto    | 6(1)                         | 6           | [10]        |  |  |                  | D Dutra da Silva P Sakamoto | D Dutra da Silva P Sakamoto | 2                           | 3                   |   |      |            |                                             |                                             |                                 |                                 |   |   |        |        |        |        |        |  |
|  | 3           | H Casanova S Rodríguez Taverna | 7                            | 1           | [6]         |  |  |                  |                             |                             |                             |                     |   |      |            | A Merino J Paul                             | A Merino J Paul                             | 3                               | 3                               |   |   |        |        |        |        |        |  |
|  |             | I Monzón GA Olivieri           | 3                            | 7           | [7]         |  |  |                  |                             | 2                           | G Andreozzi G Durán         | G Andreozzi G Durán | 6 | 6    |            |                                             |                                             |                                 |                                 |   |   |        |        |        |        |        |  |
|  |             | A Collarini JP Paz             | 6                            | 6(6)        | [10]        |  |  |                  | A Collarini JP Paz          | A Collarini JP Paz          | 4                           | 3                   |   |      |            |                                             |                                             |                                 |                                 |   |   |        |        |        |        |        |  |
|  |             | MF Descotte M Navone           | MF Descotte M Navone         | 5           | 4           |  |  | 2                | G Andreozzi G Durán         | G Andreozzi G Durán         | 6                           | 6                   |   |      |            |                                             |                                             |                                 |                                 |   |   |        |        |        |        |        |  |
|  | 2           | G Andreozzi G Durán            | G Andreozzi G Durán          | 7           | 6           |  |  |                  |                             |                             |                             |                     |   |      |            |                                             |                                             |                                 |                                 |   |   |        |        |        |        |        |  |